# Herold Druck und Verlag
Die Herold Druck und Verlag GmbH ist eine österreichische Tageszeitungs- und Zeitschriftendruckerei und steht im alleinigen Eigentum der P&V Holding AG mit dem Hauptsitz in Wien, Wieden. Das Druckhaus widmet sich der Herstellung von Tages-, Wochen- und Monatszeitungen wie Die Presse, die Gratistageszeitung Heute oder der Wiener Zeitung. Der Herold Verlag steht in keiner Verbindung zum ähnlich klingenden Telefonbuch-Verlag Herold Business Data.

## Geschichte
1893 wurde die Druckerei, damals mit dem Sitz in der Wiener Josefstädter Straße 14, für den Druck der Reichspost mit zwei Flachdruckpressen und einer Tiegeldruckpresse gegründet. 1894 folgte ein Umzug in die Strozzigasse 41, wo erstmals mit einer Rotationsdruckmaschine gedruckt wurde. 1913 folgte ein weiterer Umzug in die Strozzigasse 8, wo man weitere Tageszeitungen, wie unter anderem das Kleine Volksblatt (ab 1929) druckte und die Eingliederung der Buchdruckerei an einem Standort vollzog. 1976 folgte die vollständige Übernahme des Unternehmens durch die Erzdiözese Wien, wo man 1986 zum ersten Mal bei Herold Die Presse mit der ersten mehrfarbigen Zeitungshochdruckmaschine WIFAG druckte. 1990 erfolgte die Übernahme von Herold Druck durch die Industriegruppe des Josef Taus.
Ende Juni 2023 wurde bekannt, dass der Betrieb mit Jahresende 2023 einstellt werden soll. Als Grund wurde das Aus der gedruckten Wiener Zeitung genannt.

## Heutiger Standort
Heute befindet sich das Druckhaus im 1992 gebauten Areal in der Faradaygasse 6 (Arsenal). Hier befinden sich zwei Zeitungsdruckanlagen der Firma manroland vom Typ COLORMAN (Vier Drucktürme und eine UV-Druckeinheit) und COLORMAN XXL (Zwei Drucktürme). Besonderheiten sind die automatischen Plattenwechseleinrichtungen (APL und PPL) und die Produktion von 24 Seiten Broadsheet pro Turm und einer Leistung von bis zu 100.000 Exemplaren pro Stunde.

## Bekannteste Publikationen
- Die Presse
- Wiener Zeitung
- Heute
- Der Sonntag
- martinus – Kirchenzeitung der Diözese Eisenstadt
- Bauernzeitung
- Augustin
- Börsen-Kurier
- Wiener Wirtschaft
- Medianet